# Brassinostéroïde

Le brassinolide, premier brassinostéroïde isolé ayant montré une activité biologique

Les brassinostéroïdes (BR) sont une classe de polyhydroxystéroïdes, reconnue comme la sixième classe d’hormones végétales. Leur découverte date des années 1970, quand Mitchell et coll. découvrirent que traiter des plantes avec un extrait de pollen de colza favorisait l’élongation des tiges et la division cellulaire. Le brassinolide fut le premier brassinostéroïde isolé, en 1979, à avoir l’effet biologique des extraits de pollen,. Le rendement d’extraction des brassinostéroïdes à partir de 230 kg de pollen de Brassica napus ne dépassait pas dix milligrammes. Depuis la première découverte, plus de 70 composés de type brassinostéroïde ont été isolés à partir de plantes.
Les BR sont biosynthétisés à partir du campestérol. La voie de biosynthèse a été élucidée par des chercheurs japonais, et validée ensuite par l’analyse de mutants de biosynthèse des BR chez Arabidopsis thaliana, la tomate et le pois. Le lieu où les BR sont synthétisés dans les plantes, est inconnu. Selon une hypothèse solide, les BR sont produits dans tous les tissus puisque les gènes de biosynthèse des BR et de transduction du signal sont exprimés dans des organes végétaux très variés, et qu’en outre ces hormones ont plutôt une activité à faible distance,. Des expériences ont montré que le transport à longue distance est possible avec un flux acropétalaire, sans qu’on puisse savoir si ce mouvement a un sens biologique. Les brassinostéroïdes sont reconnus sur la membrane cellulaire, quand bien même ils sont solubles dans la membrane.
Les BRs sont impliqués dans de nombreux processus végétaux :
- Ils favorisent l’expansion et l’élongation cellulaire[5]; en collaborant avec l'auxine[7].
- Ils ont un rôle dans la division cellulaire et la régénération de la paroi cellulaire[5].
- Ils favorisent la différenciation des faisceaux vasculaires ; la transduction du signal des BR a été étudiée pendant la différenciation vasculaire[8].
- Ils sont nécessaires à l’élongation du pollen pour la formation des tubes polliniques[9].
- Ils accelèrent la sénescence dans les tissus mourants en culture cellulaire ; cet effet a probablement un sens biologique, d’autant que  des mutants BR présentent un retard de sénescence[5].
- Ils protègent les plantes subissant un stress froid ou la sécheresse[5].

Les extraits de la plante Lychnis viscaria contiennent une quantité relativement grande de Brassinostéroïdes. Lychnis viscaria améliore la résistance aux maladies des plantes qui l’entourent. En Allemagne, l’usage de cet extrait de plante est autorisé en tant que "substance de renforcement de la plante".
Le 24-Epibrassinolide (EBL), brassinostéroïde isolé à partir d’ Aegle marmelos Correa (Rutaceae), a montré un caractère antigénotoxique, contre la génotoxicité induite par l’hydrazide maléïque, (essai d’aberration chromosomique d’ Allium cepa.
Les BRs sont connus pour contrecarrer à la fois les stress abiotiques et biotiques, dans les plantes,. L’application de BR sur des concombres a permis l’augmentation du métabolisme et de l’élimination de pesticides, ce qui est positif pour la réduction de l'ingestion de pesticides par les consommateurs.
Les BR pourraient avoir un intérêt important en horticulture. Ils peuvent améliorer la quantité et la qualité des cultures, et protéger les plantes de nombreux stress de leur environnement,. Les nombreuses avancées technologiques concernant la synthèse d’analogues plus stables et la manipulation génétique de l’activité cellulaire des BR permettent d’envisager l’usage des BR dans la production horticole, comme une stratégie fructueuse notamment pour améliorer les rendements.
Les BR pourraient aussi combler le fossé entre les préoccupations de santé des consommateurs et les besoins des producteurs ; en effet, les BR n’interfèrent pas avec l’environnement puisqu’ils agissent à des doses naturelles d’une manière naturelle. Puisque ce sont des régulateurs de croissance, et naturels de surcroît, leur application serait mieux acceptée que celle des pesticides, et ne contribuerait pas à la coévolution des mauvais herbes, pathogènes et ravageurs.
Les BRs sont détectables en chromatographie en phase gazeuse couplée à la spectrométrie de masse (GC-MS), ainsi que par des biotests.